# B’Tselem

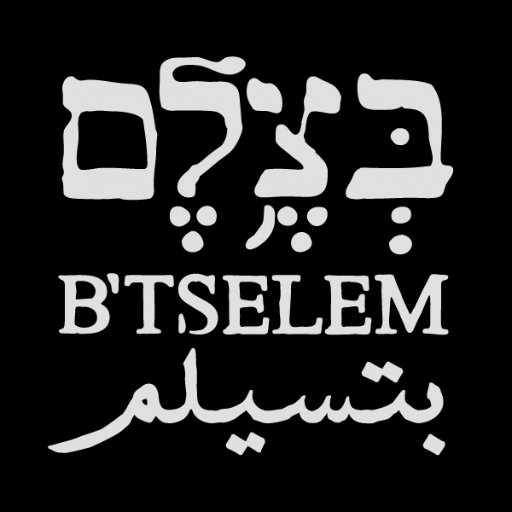
Logo von B’Tselem

B’Tselem (hebr. בְּצֶלֶם, „Ebenbild“, vgl. Genesis 1,27) ist eine israelische Nichtregierungsorganisation in Jerusalem, die 1989 als „Israelisches Informationszentrum für Menschenrechte in den besetzten Gebieten“ gegründet wurde. Sie hat ca. 40 Angestellte.

## Geschichte
Der Verein wurde am 3. Februar 1989 gegründet. Der Name bezieht sich auf die biblischen Worte „b'tselem elohim“ (deutsch: nach dem Ebenbild [Gottes]), denen zufolge Gott die Menschen nach seinem Ebenbild erschuf (Gen 1,27 ). Die Organisation sieht darin einen Gleichklang mit der Allgemeinen Erklärung der Menschenrechte der Vereinten Nationen, die besagt, dass alle Menschen gleich geschaffen sind und daher auch Anspruch auf gleiche Behandlung hätten.
Zu den Gründern gehörten die Akademikerin Daphna Golan-Agnon, die auch die Gruppe Bat Shalom gründete, David Zucker (Knessetmitglied der ehemaligen Partei Ratz), einer der Gründer der Friedens-Gruppe Schalom Achschaw, Chaim Oron (Knessetmitglied  der Partei Mapam) und Zahava Gal-On (Ratz).
Im Mai 2014 wurde der israelische Physiker Hagai El-Ad zum Direktor von B’Tselem, womit er Jessica Montell ablöste. Zuvor leitete er die Vereinigung für Bürgerrechte in Israel.
Aufgrund eines am 25. April 2017 durchgeführten Treffens des deutschen Außenministers Sigmar Gabriel mit Vertretern von B’Tselem und Schovrim Schtika sagte Ministerpräsident Benjamin Netanjahu einen für denselben Tag vorgesehenen Gesprächstermin mit Gabriel kurzfristig ab.

## Zielsetzung und politische Positionen
B’Tselem sieht nach eigenen Angaben seine Aufgabe darin, Menschenrechtsverletzungen in den besetzten Gebieten nachzuweisen, die israelische Öffentlichkeit und Gesetzgeber darüber zu informieren und zu einer humaneren Gesellschaft beizutragen. Dabei will die Organisation keinen Unterschied machen, ob diese von israelischer oder palästinensischer Seite begangen werden. Ihr primäres Ziel als israelische Menschenrechtsorganisation sei es, die israelische Politik in den besetzten Gebieten zu ändern und sicherzustellen, dass Israel die Menschenrechte der dortigen Bevölkerung schützt und seinen Verpflichtungen gegenüber dem internationalen Recht nachkommt. Direktorin von B’Tselem ist Yuli Novak.
Am 12. Januar 2021 veröffentlichte die Organisation ein neues Positionspapier – New position paper: A regime of Jewish supremacy from the Jordan River to the Mediterranean Sea: This is apartheid – in dem die bisherige Terminologie von „verlängerter Besatzung“ (prolonged occupation) oder „Ein-Staaten-Realität“ (one-state-reality) zur Beschreibung der Situation in Israel und den besetzten Gebieten durch den Terminus „Apartheid“ ersetzt wurde.
Am 28. Juli 2025 veröffentlichte B’Tselem den Bericht Our Genocide in dem die Organisation das Vorgehen Israels gegen die Zivilbevölkerung im Gazastreifen seit 2023 einen Genozid nennt.

## Finanzierung
B’Tselem ist unabhängig und wird von verschiedenen Organisationen in Europa, Israel und den USA unterstützt. Zu den Förderern gehören die Europäische Kommission, das Foreign and Commonwealth Office, das norwegische Außenministerium, die Open Society Foundations, der Europäische Demokratiefonds sowie die Ford Foundation.

## Kritik
B’Tselem ist (vor allem in Israel) umstritten. So bezeichnen rechtsgerichtete politische Strömungen B’Tselem als „Feinde Israels“, und z. B. der frühere israelische Verteidigungsminister Avigdor Lieberman B’Tselem als „terrorunterstützende Gruppierung“. Auch gab es den Vorwurf der Holocaustleugnung gegen einen Mitarbeiter, der von B'Tselem nach einer internen Befragung entlassen wurde.

## Auszeichnungen
- 1989: Carter-Menil-Award für Menschenrechte (gemeinsam mit der Organisation al-Haq)
- 2018: Prix des Droits de l’homme de la République française (gemeinsam mit al-Haq)